# 民族服饰
民族服饰是指各民族本身文化中独有特色的服饰，也可以称为地方服饰或民俗服饰。在一些民族国家的城市生活中，人们在日常的时间虽然多以现代西式服装打扮为主，但在节庆、宗教仪式、国家典礼和其他正式的场合中，则会以民族服饰打扮出现，通常在服饰上的一些装饰品中可以推断出穿戴者的婚姻状态、社会或宗教地位等。

## 各地区民族服饰
- 阿富汗 - 库尔塔（英语：Kurta）、夏瓦尔（英语：Salwar Kameez）、特本 (头巾)
- 阿拉伯世界 - 土耳其毯帽、阿拉伯头巾、特本 (头巾)
- 奥地利 - 日耳曼装（英语：Tracht）、阿尔卑斯山农家少女装（英语：Dirndl）
- 孟加拉 - 孟加拉宽长裤、孟加拉围裙（英语：Lungi）、库尔塔、莎丽、夏瓦尔
- 波希米亚 - Kroje
- 柬埔寨 - 桑博
- 加拿大 - 毛织绒帽、皮制大衣
  - 魁北克 - 毛织腰带（英语：Ceinture fléchée）
- 中國 - 汉服、唐裝（旗袍、馬褂）、中山装、苗裝、客家蓝衫（汉族客家民系）、福建渔女服饰（惠安女服飾、湄洲女服饰、蟳埔女服饰）、苏州水乡服饰（江苏省甪直、勝浦等地）、屯堡服饰（贵州安顺屯堡）、高山汉服饰（广西隆林）、弓鞋
  - 西藏 - 藏袍
- 德国 - 日耳曼装
  - 巴伐利亚 - 阿尔卑斯山地农家少女装、阿尔卑斯山地男士皮短裤
- 加纳 - 肯特布（英语：Kente cloth）
- 希腊 - 卫兵折裙（英语：Fustanella）、帔络袍（英语：Peplos）
- 南印度 - 围腰布（英语：hoti）、印度围裙（英语：Lungi）、印度无领长袖衬衫（英语：Kurta）、夏瓦尔、莎丽、特本 (头巾)
- 印度尼西亚 - 巴迪、芭雅服(娘惹装)
- 以色列 - 圆顶小帽、Tallit、Tefillin、Tichel/Sheitel/Snood/Shpitzel、Tzniut
- 日本 - 和服（大和族）、琉裝（琉球族）、阿伊努服（阿伊努族）
- 朝鲜半岛 - 朝鲜服
- 台灣 - 客家藍衫（漢族客家民系）、方衣（臺灣原住民）、貝珠衣（泰雅族）
- 马来西亚 - 马来装（英语：Baju Melayu）（男装）、笼装（女装）、娘惹装（馬來西亞土生華人）
- 马尔代夫 - Dhivehi libaas、Sarong, long sleeved white shirt
- 马耳他 - Għonnella (Faldetta)
- 墨西哥 - 墨西哥宽边帽
- 摩拉维亚 - Kroje
- 蒙古国 - 德勒
- 缅甸 - 围裙
- 荷兰 - 荷兰帽（英语：Dutch cap）、木屐
- 挪威 - Bunad
- 巴基斯坦 - Shalwar Kameez (男女)、特本 (头巾)
- 秘鲁 - Chullo、彭丘
- 菲律宾 - 巴龙 (男装)、巴罗特沙耶（英语：Baro't saya） (女裝)
- 罗马帝國 - 托加、斯托拉（英语：Stola）
- 俄罗斯 - 俄罗斯连身裙（英语：Sarafan）
- 苏格兰 - 蘇格蘭裙
- 斯里兰卡 - Dhoti、Lungi、莎丽
- 瑞典 - Serigedräkten (female)
- 泰国 - 泰國傳統服飾
- 美国 - 牛仔裤、牛仔帽、美洲原住民服饰
- 越南 - 越服、四身襖、襖婆𠀧、越式旗袍
- 威尔士 - Welsh hat（英语：威尔士礼帽）
- 桑给巴尔 - Gowni
- 伊斯兰国家 - 土耳其毯帽、希贾布、特本 (头巾)

## 圖片
- 士庶男子常禮服汉服
- 穿中国南方少數民族服裝的少女
- 表演時穿起苗族服裝
- 福建泉州惠安女服饰（中国汉族的一支）福建泉州惠安女服饰（中国汉族的一支）
- 和服（日本）
- 穿着民族服饰在节庆中翩翩起舞的女孩（波兰）
- 桑博（柬埔寨）
- 越南奧黛
- 蒙古族服饰
- 穿着愛沙尼亞民族服起舞
- 在澳門展示的列支敦士登傳統服飾